# 1786 aux États-Unis
Pour des articles plus généraux, voir Chronologie des États-Unis et 1786.
Chronologie des États-Unis
- 1782
- 1783
- 1784
- 1785
- 1786
- 1787
- 1788
- 1789
- 1790

Cette page concerne des événements d'actualité qui se sont produits durant l'année 1786 du calendrier grégorien aux États-Unis.

## Gouvernement
- Congrès de la Confédération

## Événements

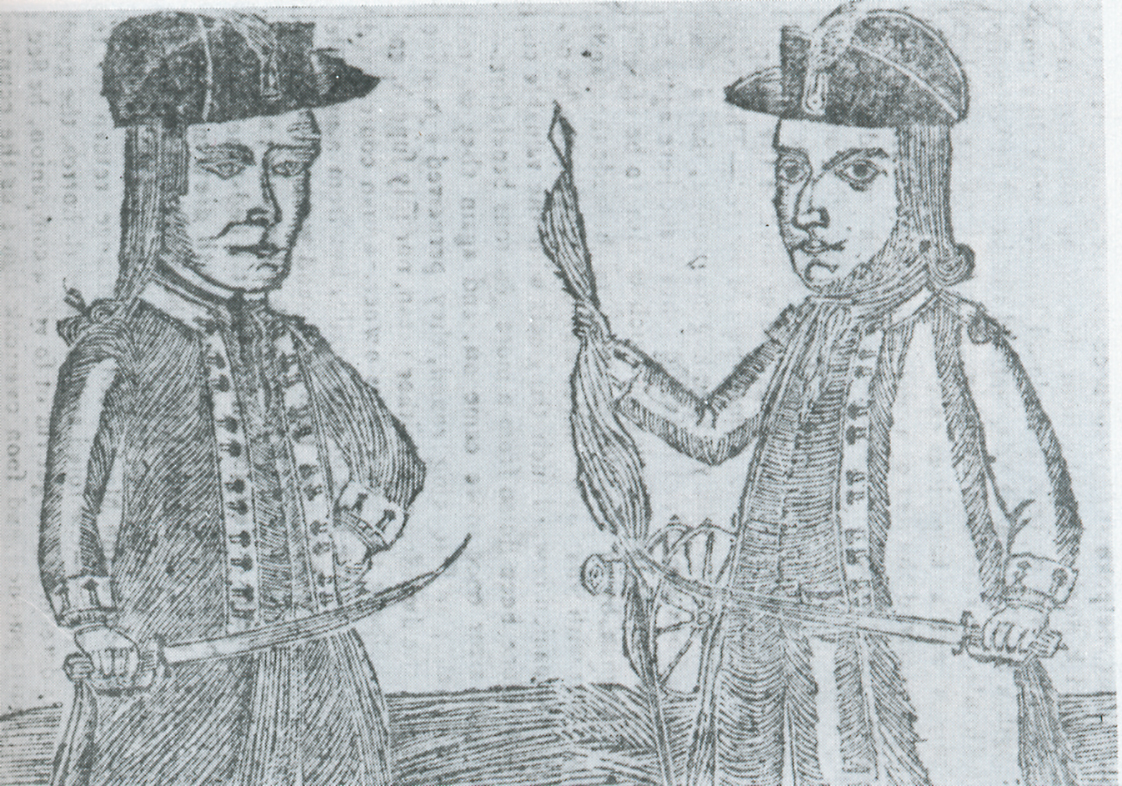
29 août : révolte de Shays

- 3 janvier : le traité d'Hopewell est signé entre les États-Unis et la nation Choctaw.
- 10 janvier : le traité d'Hopewell est signé entre les États-Unis et la nation Chickasaw.
- 3 février : création du Comté de Greene (Géorgie).
- 25 juin : Gavriil Pribylov découvre l'Île Saint George qui fait partie des Îles Pribilof dans la Mer de Béring.
- Août : James Rumsey essaye son premier bateau à vapeur sur le fleuve Potomac à Shepherdstown (Virginie-Occidentale).
- 29 août : début de la révolte de Shays, soulèvement des fermiers surendettés à l’ouest du Massachusetts[1]. Ils entravent l’action de la justice dans les affaires de saisie de propriétés pour dettes. Daniel Shays, à la tête de 700 fermiers armés, entre à Springfield où les juges doivent suspendre les audiences (septembre). La cour générale de Boston rédige alors le Riot Act contre les attroupements séditieux et suspend l’habeas corpus. Le mouvement est réprimé par une armée commandée par Benjamin Lincoln et financée par les négociants de Boston. Shays doit s’exiler dans le Vermont et ses compagnons commencent à se rendre. Des insurgés sont condamnés à mort. Shays sera amnistié en 1788.
- 11 au 14 septembre : Convention d'Annapolis. Ne réunissant que 5 États sur les treize, c'est un échec qui amènera le Congrès à organiser une nouvelle convention qui aboutira à l'élaboration de la nouvelle Constitution.
- 25 septembre : création du Comté de Luzerne en Pennsylvanie.
- 17 octobre : création du Comté de Bourbon (Kentucky). Il a été baptisé du nom de la Maison de Bourbon de France qui assista les insurgés américains lors de la guerre d'indépendance contre les Britanniques (1776-1783), James Garrard, second gouverneur du Kentucky, proposa le nom de Comté de Bourbon lorsque le comté fut constitué.
- 7 novembre : fondation de la Stoughton Musical Society, organisation musicale la plus ancienne aux États-Unis.

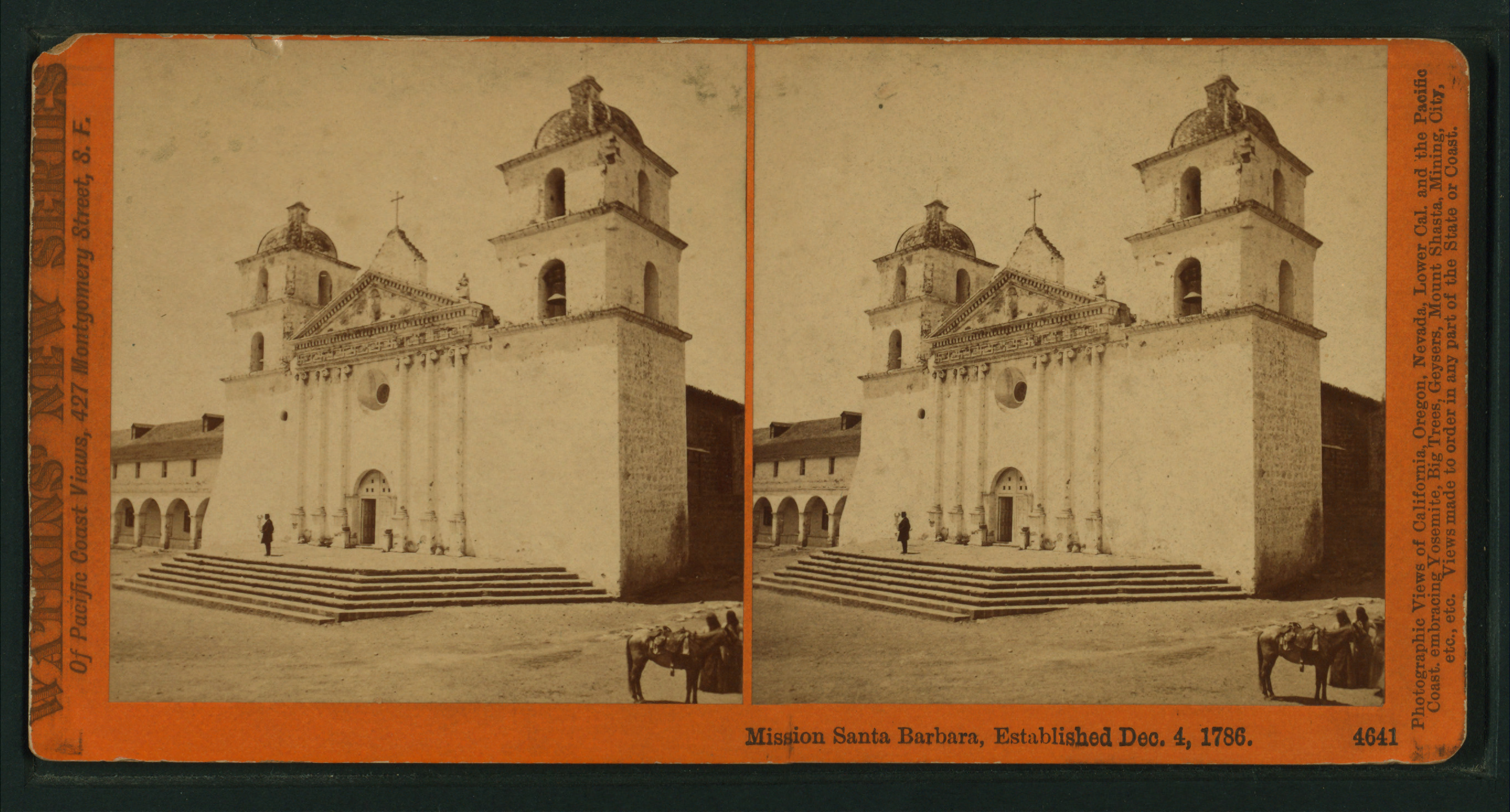
Mission Santa Barbara

- 4 décembre : fondation de la mission Santa Barbara en Californie[2].
- Le gouverneur espagnol de Louisiane Esteban Rodríguez Miró interdit l'importation d'esclaves nés dans la Caraïbe.

## Naissances
- 8 janvier : Nicholas Biddle, né à Philadelphie, (décès le 27 février 1844 à Philadelphie), était un juriste et financier américain qui fut président de la Second Bank of the United States.
- 13 juin : Winfield Scott, (décès le 29 mai 1866), est un général américain, diplomate et candidat à la Présidence des États-Unis.
- 17 août : David Stern Crockett, mort le 6 mars 1836 au siège de Fort Alamo, est un soldat, trappeur, et homme politique américain. Plusieurs fois élu représentant de l'État du Tennessee au Congrès, il devient un héros populaire de l'histoire des États-Unis, fréquemment surnommé Davy Crockett.
- 12 décembre : William Learned Marcy (décès le 4 juillet 1857) était un homme d'État  américain, sénateur, gouverneur de l'État de New York. Il fut Secrétaire à la Guerre et Secrétaire d'État.

### Date imprécise
- Martha Ann Honeywell artiste handicapée américaine.

#### Articles généraux
- Chronologie de la révolution américaine
- Histoire des États-Unis de 1776 à 1865
- Évolution territoriale des États-Unis
- Histoire de la Louisiane

#### Articles sur l'année 1786 aux États-Unis
- Révolte de Shays
- Convention d'Annapolis (1786)